# Wijnantshof
De Wijnandtshof, Wijnandshof of Huize Gurtsenich is een landhuis in het Nederlandse dorp Houthem, provincie Limburg. Het huis is een rijksmonument.

## Geschiedenis
Het goed Gurtsenich was een leen van het Land van Valkenburg. De eerste vermelding dateert uit 1381: Wijnand van Masschereel werd in het Valkenburgse leenregister genoemd als de leenman van Gurtsenich. Het goed bestond toen uit 45 bunders grond en een hoeve.
Door het opsplitsen van het leengoed was er in 1648 nog maar 16 bunders land over. Op de kern van het leengoed was in de 16e eeuw een landhuis gebouwd dat in de 17e eeuw in eigendom was van de familie Wijnands. Petronella Maria Wijnands trouwde in 1682 met Paul Graven, die hoogdrossaard en burggraaf van Valkenburg was. Hun dochter Isabella overleed in 1771 en haar erfgenamen verkochten het huis aan Frans Johan van der Vrecken, schepen in Maastricht. Zijn zoon Paul Matthias liet in 1815 een verbouwing aan het huis uitvoeren. Paul Matthias overleed in 1868 en liet het landhuis na aan Emile Nève, de neef van zijn echtgenote. Emile liet het landhuis uitbreiden. De familie Nève behield de Wijnantshof tot in de 20e eeuw.
Na de Tweede Wereldoorlog werd het huis bewoond door de familie Langendijk. Sinds eind 20e eeuw is het huis de woonplek van kunstenaar Frits van der Zander.

## Beschrijving
In de middeleeuwen was Gurtsenich een boerenhoeve. Pas in de 16e eeuw werd een landhuis gebouwd, dat eind 17e eeuw werd verbouwd of herbouwd. De huidige Wijnantshof bestaat uit twee delen: aan de westzijde bevindt zich het woonhuis, aan de oostzijde staan de dienstgebouwen. De noordelijke muur bevat de toegangspoort en sluit het complex aan de staatzijde af.
Het woonhuis is een rechthoekig gebouw van twee bouwlagen hoog. Het leistenen zadeldak heeft aan weerszijden trapgevels. De muren zijn opgetrokken in baksteen en mergel. De oudste delen van het woonhuis zijn de zuidelijke trapgevel en de muren met speklagen: de muurankers hier geven het jaartal 1685 aan, dat verwijst naar een grootschalige verbouwing van het bestaande huis of volledige nieuwbouw door het echtpaar Graven-Wijnands. Het noordelijke gedeelte, tot aan de straat, is eind 19e eeuw door Emile Nève toegevoegd aan het oude woonhuis. Deze nieuwbouw is in neorenaissaincestijl opgetrokken en sluit volledig aan op het 17e-eeuwse gedeelte. Oorspronkelijk lag op de plek van de nieuwbouw een lagere vleugel die deel uitmaakte van een dienstgebouw. Van dat dienstgebouw zijn alleen een poort en een muur overgebleven. Deze poort is waarschijnlijk door Paul Matthias van der Vrecken in 1815 aangebracht.
Aan de zuidzijde van het complex bevindt zich een omsloten tuin met bakstenen tuinpaviljoens die zijn voorzien van speklagen, pilasters en frontons. Het geheel werd afgesloten door vijvers, die echter grotendeels zijn dichtgegroeid. De lanen naar de lager gelegen Geul zijn verdwenen.

## Afbeeldingen

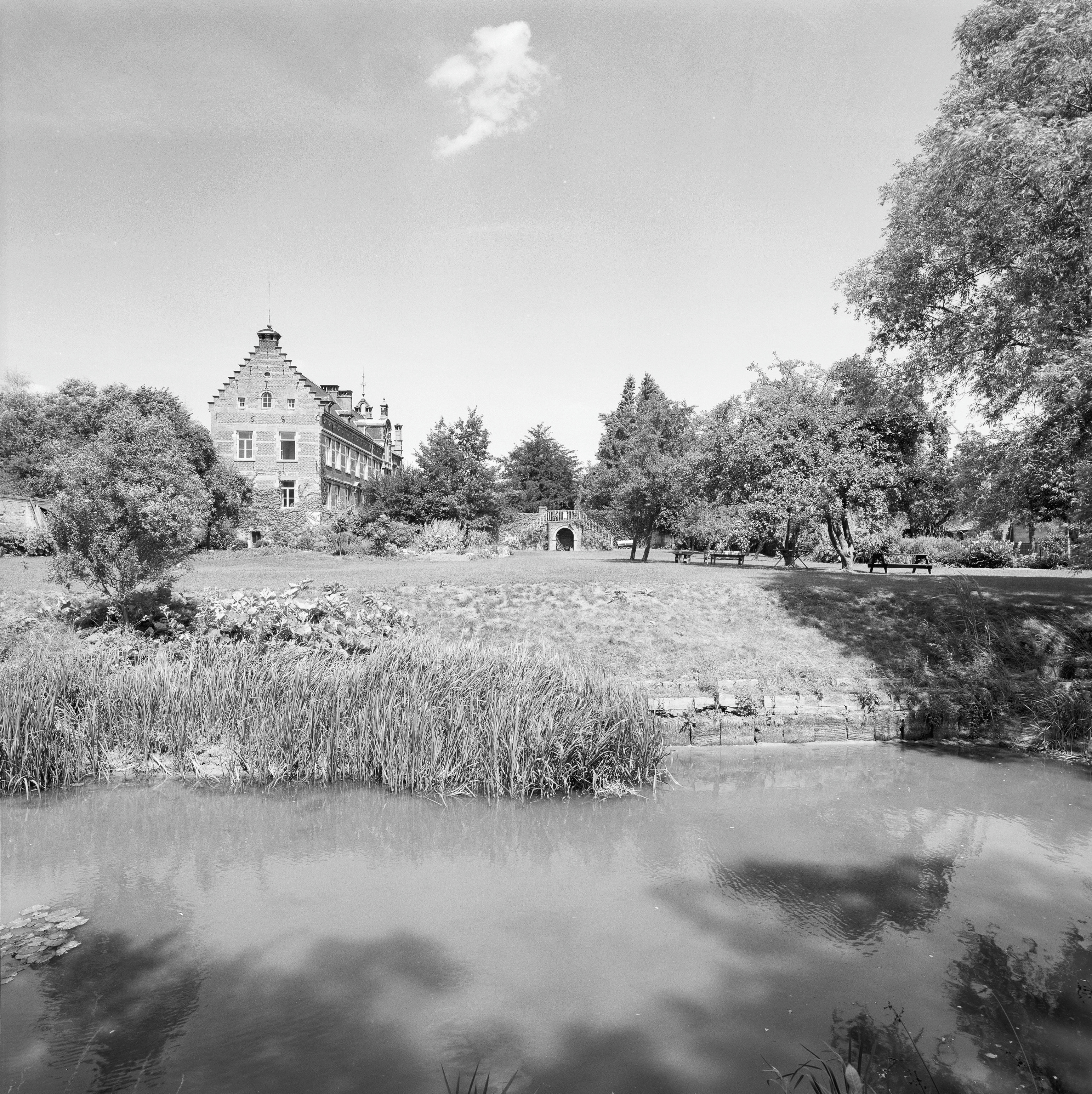
De Wijnantshof in 1993.
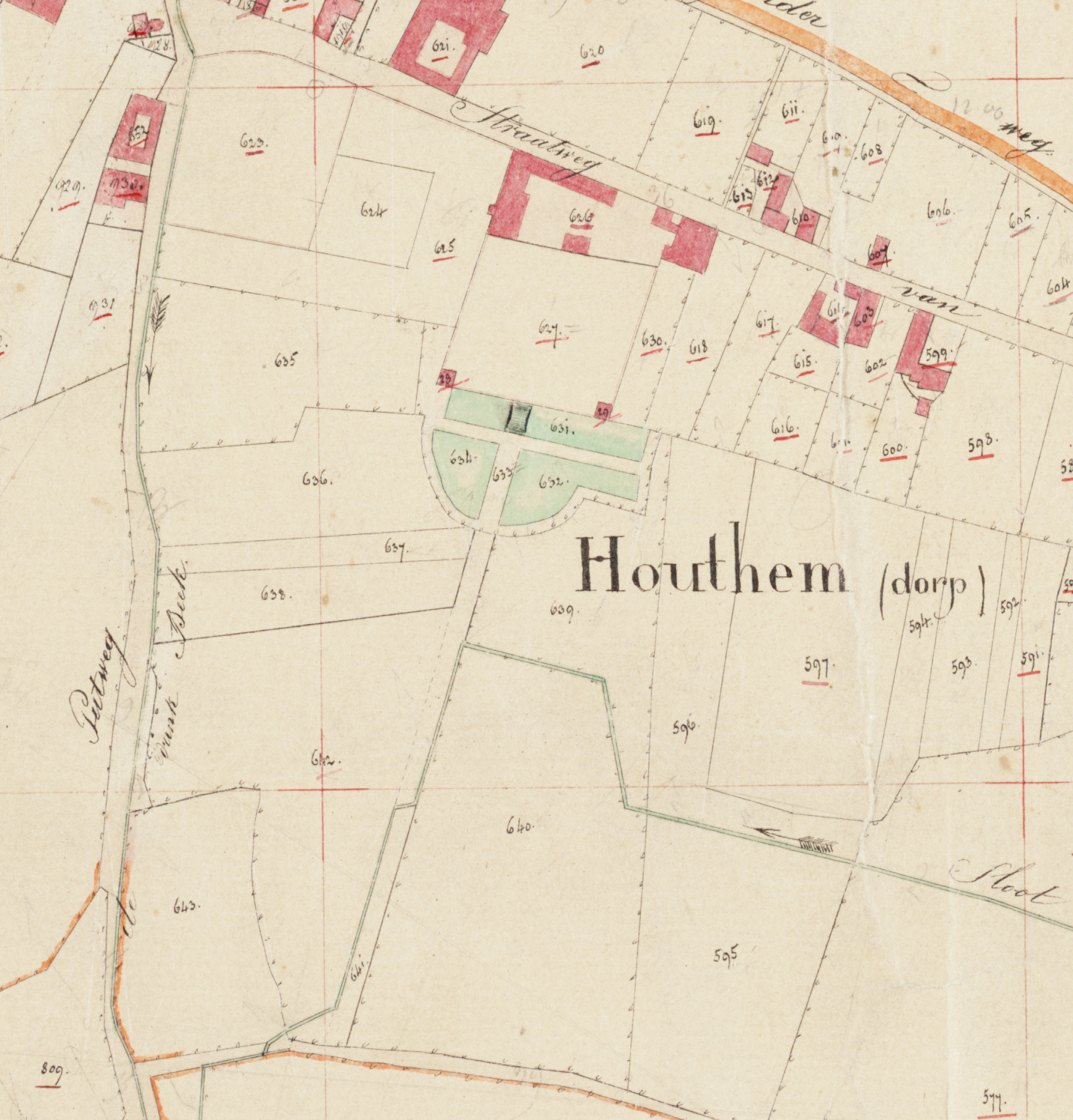
De Wijnantshof is het L-vormige gebouw aan de Straatweg. De tuin met halfronde vijvers en laan richting de Geul ligt aan de zuidzijde van het huis.
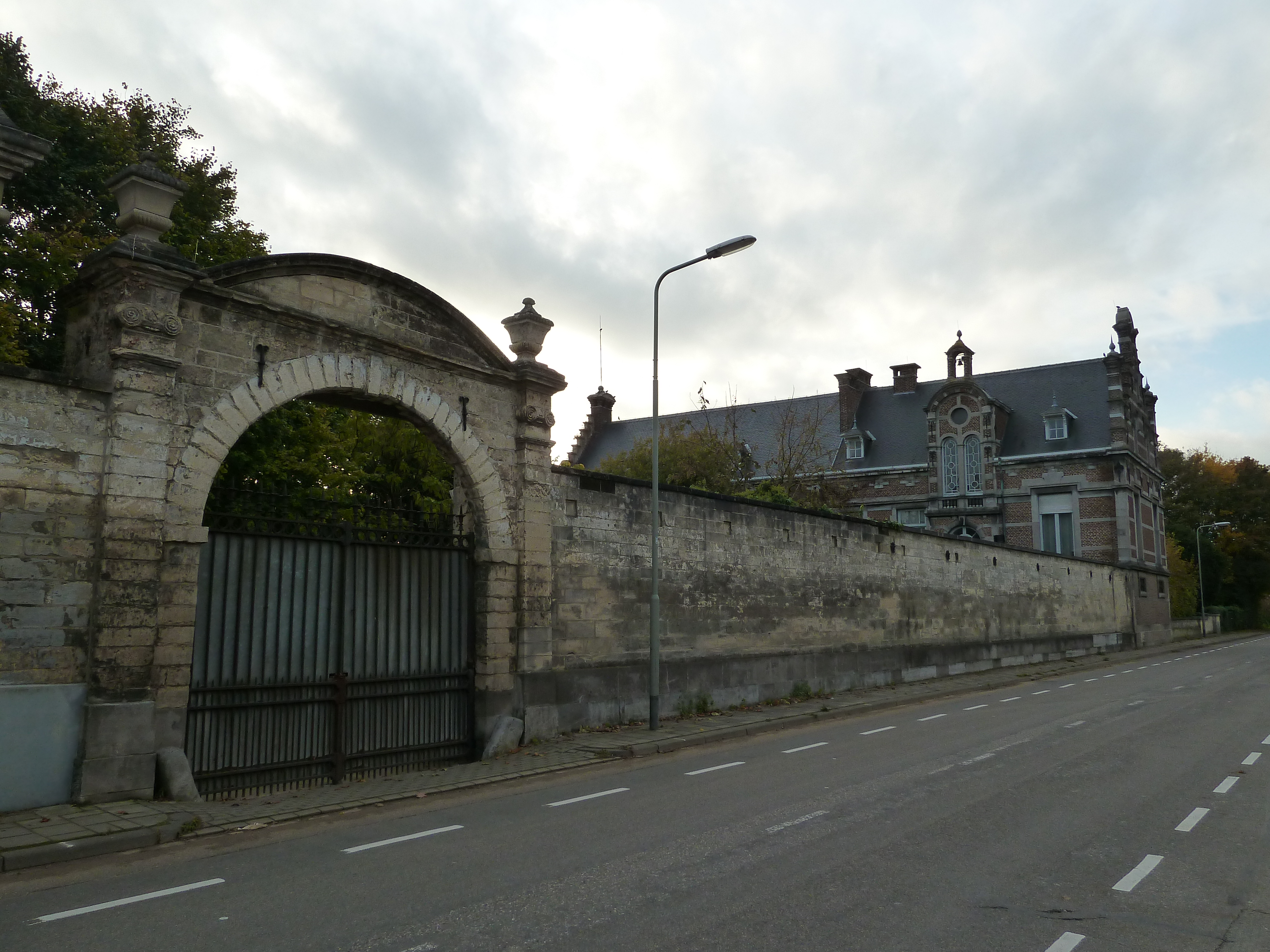
De toegangspoort.
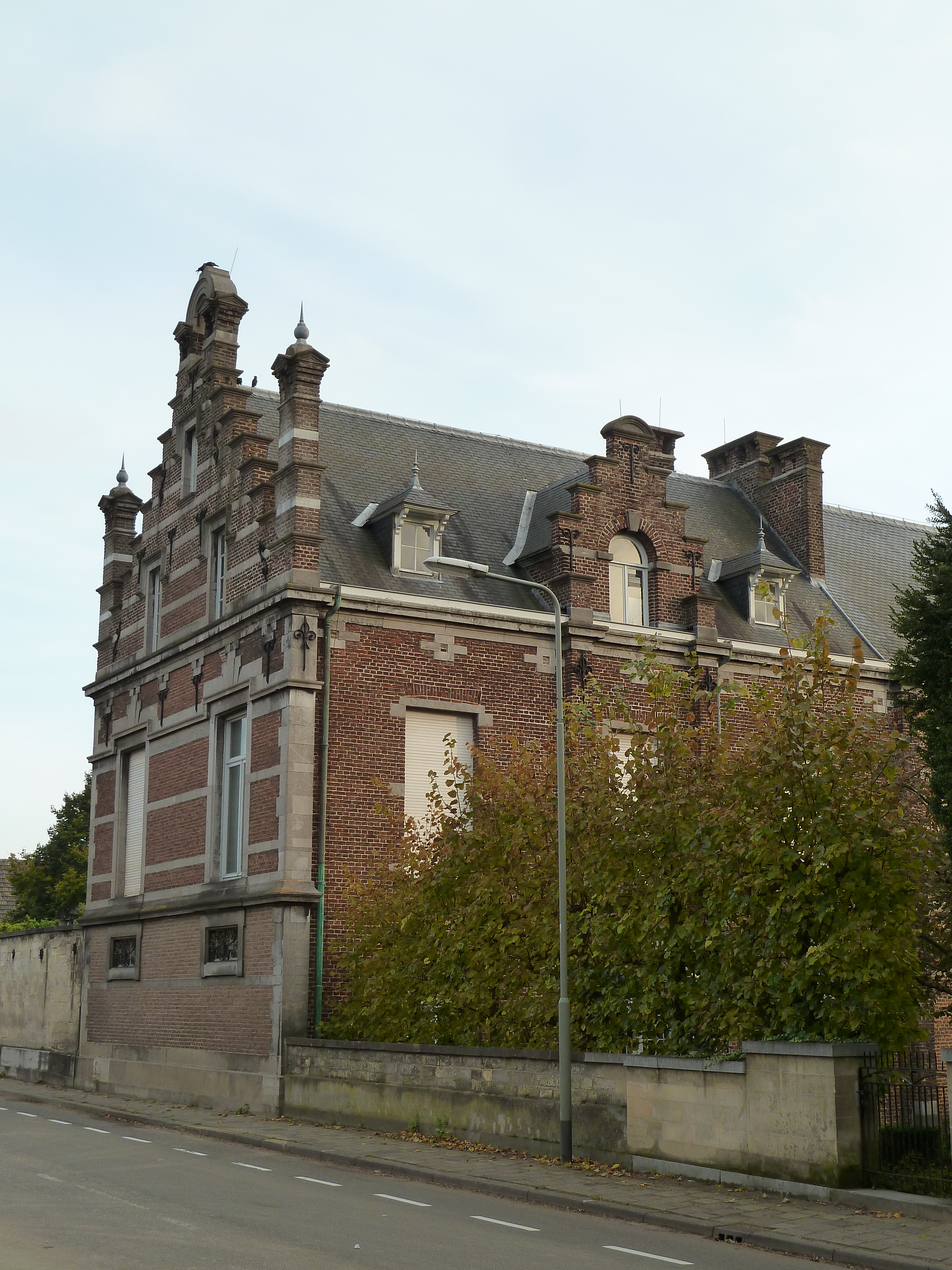
Het 19e-eeuwde gedeelte van het woonhuis.

Aerwinkel · Kasteel Afferden · Aldt Huys · Aldenborgh · Kasteel Aldenghoor · Aldenhoven · Alte Burg · Kasteel Amstenrade · Slot Annendael · Kasteel Arcen · Baersdonck · Bakvliet · Baronsberg · Baxhof · Beegden ·  Benzenrade · Kasteel De Berckt · Kasteel Bethlehem · Beusdaelshof · Binsfeld · Huis Blankenberg · Kasteel Bleijenbeek · Blitterswijck · Boerlo · Bolberg · Bollenberg · Kasteel De Bongard · Borggraaf · Kasteel d'Erp · Kasteel Borggraaf · Kasteel Borgharen · Kasteel Born · Huis Bree · Breust · Kasteel Broekhuizen · Broekhuizen · Gracht Burggraaf · Kasteel De Burght · Kasteel Cartils · Cloppenburg (Oost-Maarland) · Kasteel Cortenbach · Huis De Dael · Dammerscheid · Kasteel De Bockenhof · De Donck (Sevenum) · De Donck (Swolgen) · De Dorth ·  Huis ten Dijcken · Kasteel Doenrade · De Doom · Douve · Douvenrade · De Dries · Kasteel Erenstein · Kasteel Eijsden · Eijsden · Einrade · Kasteel Elsloo · Ensenbroek · Eperhuis · Etzenraderhuuske · Exaten · Kasteel Eijckholt · Kasteel Eyckholt · Eys · Gastendonck · Kasteel Genbroek · Gebroken Slot · Kasteel Geijsteren · Kasteel Op Genhoes · Kasteel Genhoes · Genneperhuis · Kasteel Het Geudje · Kasteel Geulle · Kasteel Geusselt · Geijsteren · Gen Heck · Ghoor · Kasteel Goedenraad · Kasteel Grasbroek · Kasteel Groenendaal · Groethof · Groot Paarlo · Kasteel van Gronsveld · De Gun ·Kasteel Haeren · Kasteel Den Halder · Heerlaer · Heeze · Heijen · 's-Herenanstel · Kasteel Hillenraad · Kasteel Hoensbroek · Hoenshuis · Holstrate · Holtmühle · Huize Holtum · Kasteel Horn · De Horst · Huys ter Horst · Ten Hove (Grathem) · Ten Hove (Panningen) · Huis Brias · Huis Darth ·  Kasteel Hurpesch · Kasteel Sint-Jansgeleen · Kasteel Jerusalem · Kasteel Kaldenbroek · Den Kamp · Kasteel Karsveld · Kasteel Keverberg · Klein Paarlo · Klimmender Huuske · De Kolck · Koppelberg · Laar · Landsfort · Kasteel Lemiers · Kasteelruïne Lichtenberg · Kasteel Limbricht · Lonesteyn · Huize Lovendael · Mazenburg · Kasteel van Meerlo · Kasteel Meerssenhoven · Meezenbroek · Kasteel van Mheer · Middelaar · Kasteel Millen · Kasteel Montfort · Movert · Mulrode · De Munt · Château Neercanne · Kasteel Neubourg · Nienghoor · Huis Nierhoven · Kasteel Nieuwenbroeck · Nije Huys · Kasteel Nijenborgh · Kasteel Nijswiller · Nijthuysen · Kasteel Obbicht · Oedenrade · Kasteel Ooijen · Kasteel Oost (Valkenburg) · Kasteel Oost (Oost-Maarland) · Kasteel Ouborg · Overen · Kasteel Passarts-Nieuwenhagen · Prickenis · Prinsenhof · Puth · De Putting · Raath · De Raay · Ravenhof · Kasteel Reijmersbeek · Kasteel van Rijckholt · Kasteel Rivieren · Rodenbroek · Rosendaal · Kasteel Schaesberg · Kasteel Schaloen · Te Scharen · Schenkenburg · Kasteel Scheres · De Spijker (Geijsteren) · De Spijker (Leeuwen) · Huis Severen · Sibberhuuske · Château St. Gerlach · Spraland · Huis De Spyker · Huize Stalberg · Stalberg (Wellerlooi) · De Steeg · Kasteel Stein · Steinhagen · Steenen Huis · Stoel van Swentibold · Strijthagen (Landgraaf) · Strijthagen (Welten) · Struyver · Kasteel Terborgh · Terlinden (Wijnandsrade) · Terveurdt · Ter Weyer · Kasteel Ter Worm · De Tombe · Huis De Torentjes · Triest · Trippaert · Kasteel Vaalsbroek · Kasteel Vaeshartelt · Valkenburg · Vliek · De Vroenhof · Vrijburg · Kasteel Wambach · Warenberg · Well · Weyershof ·  Wijlre · Kasteel Wijnandsrade · Wijnandsrade · Wijnantshof · Wissegracht · Huize Witham · Kasteel Wittem · Wolfrath · Wylre